# Televisione spazzatura
Televisione/TV spazzatura, o TV trash, è un neologismo applicato a determinati modelli televisivi.
Il suo uso, inizialmente colloquiale e in seguito una ragione di studio sociologico, viene applicato a un modo di concepire la televisione definito dall'uso di sensazionalismo, eventi scioccanti ed eccessivo interesse nelle faccende private e personali di personaggi famosi, e dall'assoluta mancanza di contenuti culturali. Tutto ciò, apparentemente, usato come tattica per attirare il pubblico, ha come risultato un semplice modello di media orientato esclusivamente alla promozione del vano e del banale. La sua ripercussione e il suo impatto hanno suscitato la preoccupazione di alcuni settori della società e hanno promosso varie attività e proposte.